# Piazza Galimberti
Piazza Tancredi (Duccio) Galimberti, la piazza principale di Cuneo, è anche detta il salotto di Cuneo ed ha una superficie di quasi 24.000 metri quadrati sulla quale si affaccia la sede del tribunale cittadino. Il martedì vi si svolge il mercato, tra i primi d'Italia per afflusso.

## Storia
Venne edificata attorno al 1800, dopo l'abbattimento delle mura da parte delle truppe napoleoniche. Essa doveva avere la metà delle dimensioni attuali ma, per l'importanza della vendita di seta nella cittadella, la sua grandezza fu raddoppiata, anche allo scopo di far respirare la città, che nel tempo aveva aumentato la sua popolazione, espandendosi in direzione sud-ovest.
Il 21 maggio 1945 la piazza fu intitolata all'eroe della Resistenza italiana, Tancredi (Duccio) Galimberti, nato a Cuneo nel 1906 e ucciso dai fascisti il 3 dicembre 1944. Al n° 6 si trova, in quella che fu la sua casa, il Museo e la Biblioteca della famiglia Galimberti. All'esterno dei portici davanti al Museo, una lapide riporta una citazione del famoso discorso che Duccio Galimberti pronunciò il 26 luglio 1943 dalla terrazza della sua abitazione.
La statua al centro della piazza raffigura Giuseppe Barbaroux, regio guardasigilli.

## Architettura
La piazza, costruita in stile neoclassico, richiama, con colonne in rilievo sui muri dei dieci palazzi circostanti, collegati da terrazzi a gruppi di cinque, i templi greci e, i portici attorno ad essa, ricordano gli antichi archi di trionfo romani.